# Mont Obihiro
Le mont Obihiro (帯広岳, Obihiro-dake) est une montagne culminant à 1 089 m d'altitude dans les monts Hidaka en Hokkaidō au Japon.